# Бєлоусов Володимир Олександрович
Володи́мир Олекса́ндрович Бєлоу́сов (13 липня 1895, Курськ — 25 травня 1971, Харків) — український радянський педіатр, доктор медичних наук, професор, завідувач кафедри госпітальної педіатрії Харківського медичного інституту, заслужений діяч науки УРСР (1956), член-кореспондент АМН СРСР (1957).

## Життєпис
Народився в м. Курську в родині службовця. У 1912 р. закінчив в Харкові гімназію з золотою медаллю та навчався в Харківському університеті на медичному факультеті. Після закінчення навчання у 1917 р. служив в армії молодшим лікарем.
В. О. Бєлоусов почав викладацьку діяльність у 1921 р. як асистент дитячої клініки Харківського медичного інституту (ХМІ), у 1931 р. став старшим асистентом.
У 1932—1938 рр. — доцент кафедри дитячих хвороб. У 1932—1934 рр. Володимир Олександрович очолював кафедру дитячих хвороб Харківського санітарно-гігієнічного інституту (у складі ХМІ).
У 1934—1938 рр. — доцент дитячої клініки ХМІ, завідував кафедрою педіатрії лікувального факультету.
У 1935 р. затверджений в науковому ступені кандидата наук без захисту дисертації. У 1937 р. Володимир Олександрович захистив докторську дисертацію за темою «Материалы к вопросу о белковом рационе здорового и больного школьника в возрасте 8-11 лет». З 1938—1941 рр. — завідувач кафедри дитячих хвороб лікувального факультету ХМІ.
У 1939 р. отримав ступінь доктора медичних наук і звання професора.
У 1942—1944 рр. — працював професором об'єднаної кафедри педіатрії 1-го ХМІ під час його роботи в евакуації в м. Чкалові (м. Оренбург).
Після повернення медичного інституту до Харкова у 1944 р. Володимир Олександрович обраний завідувачем кафедри педіатрії педіатричного факультету (1944—1965). Одночасно у 1944—1946 рр. — декан педіатричного факультету, у 1946—1952 рр. — заступник директора ХМІ з навчальної та наукової роботи.
У 1956 р. вчений відзначений званням Заслуженого діяча науки УРСР. У 1957 р. обраний членом-кореспондентом Академії медичних наук СРСР. Після виходу на пенсію Володимир Олександрович до кінця життя працював професором-консультантом (1965).
З 1967 р. В. О. Білоусов був членом методичної комісії з педіатрії МОЗ СРСР, за дорученням цієї комісії очолив колектив викладачів педіатричних кафедр ХМІ, який розробив першу в країні програму підготовки лікарів-педіатрів в інтернатурі.
В. О. Бєлоусов проводив велику громадську роботу. Був членом Вченої ради при МОЗ УРСР, редколегії журналу «Педіатрія, акушерство та гінекологія», редакційної ради журналу «Педіатрія», протягом 17 років очолював правління Харківського обласного товариства дитячих лікарів.
Пішов з життя Володимир Олександрович Білоусов 25 травня 1971 р. в м. Харків.

## Наукова праця
Науково-практичні інтереси В. О. Бєлоусова стосувалися актуальних питань педіатрії. У 30-х рр. він приділяв багато уваги питанням діагностики захворювань у дітей, дитячої курортології, харчуванню здорової і хворої дитини. У повоєнні роки наукові роботи вченого присвячені питанням клінічної педіатрії: діагностиці і лікуванню дизентерії, ревматизму і туберкульозу, респіраторної патології і хворобам нирок у дітей. Професор розробив схему диференційної діагностики, етіології токсичного синдрому при гострих шлунково-кишкових захворюваннях у дітей грудного віку, описав клінічні особливості затяжних форм дизентерії, їх характерний симптомокомплекс. Значний внесок Володимир Олександрович зробив у дослідження дитячого туберкульозу. Вчений удосконалив діагностику ранніх проявів туберкульозу; вивчав критерії правильної оцінки туберкулінових проб, диференційну діагностику, стан серцево-судинної системи за різних проявів туберкульозу у дітей. Встановив клінічні і лабораторні показники активності ревматичного процесу в різних періодах захворювання, що дозволило виробити критерії оцінки одужання при ревматизмі; досліджував ураження міокарда запального і дегенеративного характеру, зумовлені інфекційними захворюваннями, хронічними інтоксикаціями, захворюваннями, що супроводжуються порушенням обміну речовин. Розробив клінічну диференційну діагностику ревматичних і неревматичних уражень серця,.
В. О. Бєлоусов — автор більше 60 наукових праць з питань педіатрії (шигельозу, ревматизму, гострих респіраторних захворювань та ін.). Найважливіші праці Бєлоусова присвячені лікуванню туберкульозного менінгіту, організації харчування школярів та курортному лікуванню дітей. Серед них 3 монографії, 2 посібники, 2 підручники — «Учебник детских болезней» (1963), «Детские болезни» (1965, 1971) для медичних вузів та училищ. Велику увагу Володимир Олександрович приділяв підготовці наукових кадрів. Під його керівництвом виконано 7 докторських та 35 кандидатських дисертацій.
Новатор у педагогічній діяльності завжди шукав нових шляхів навчання для підвищення якості підготовки лікарів-педіатрів. Велику увагу професор приділяв підвищенню кваліфікації практичних лікарів, консультативній роботі.

## Звання
- 1956 — Заслужений діяч науки УРСР;
- 1957 — член-кореспондент Академії медичних наук СРСР.

## Нагороди та відзнаки
- Орден Трудового Червоного Прапора" (1945);
- Орден Леніна (1952);
- Медаль «За доблестный труд в годы Великой Отечественной войны»[1].

## Пам'ять
Пам'ятну дошку на честь В. О. Бєлоусова встановлено у 2002 р. в Харкові (вул. Данилевського, 7) на фасаді колишньої педіатричної клініки (нині офтальмологічна клініка).

## Сім'я
Син — Бєлоусов Юрій Володимирович (1936—2012) — доктор медичних наук, професор, заслужений діяч науки і техніки України, академік Інженерної академії України, дійсний член Нью-Йоркської академії наук.